# Taoufik El Ayeb
Taoufik El Ayeb, né à Monastir, est un acteur et dramaturge tunisien.
Il obtient en 1997 le prix du meilleur acteur pour la pièce Hobb fil Kharif d’Ezzedine Gannoun lors de la huitième édition des Journées théâtrales de Carthage présidée par Mohamed Driss.

## Filmographie

### Cinéma
- 1991 : Isabelle Eberhardt d'Ian Pringle
- 2004 : Nadia et Sarra (en) de Moufida Tlatli
- 2009 :
  - Les Secrets (Dowaha) de Raja Amari
  - Le Dernier wagon, court métrage de Sarra Abidi[2]
- 2011 :
  - Histoires tunisiennes de Nada Mezni Hafaiedh[3] : Sami
  - Bulles (Raghoua), court métrage de Karim Bessaissa
  - Or noir de Jean-Jacques Annaud
- 2013 : Affreux, cupides et stupides (Hezz Ya Wezz) d'Ibrahim Letaïef[4]
- 2017 : El Jaida de Salma Baccar

### Télévision
- 2005 :
  - Café Jalloul de Lotfi Ben Sassi, Imed Ben Hamida et Mohamed Damak : Si Kostani
  - Choufli Hal de Slaheddine Essid et Abdelkader Jerbi (invité d'honneur de l'épisode 27 de la saison 1 et des épisodes 3, 4, 8, 12 et 14 de la saison 5) : Sahbi
- 2007 : Kamanjet Sallema de Hamadi Arafa : Boujemaa
- 2008 : Sayd Errim d'Ali Mansour : Gaddour
- 2012 : Njoum Ellil (saison 4) de Mehdi Nasra (invité d'honneur) : le cheikh
- 2013 : Allak Essabat de Ghazi Zaghbani
- 2015 :
  - Lilet Chak de Majdi Smiri, Jamil Najjar et Dorra Fazaa : Abdelaziz
  - Bolice (saison 1) de Majdi Smiri et Ibrahim Letaïef
  - Histoires tunisiennes de Nada Mezni Hadaiedh[5]
- 2016 : Sohba Ghir Darjine de Hamza Messaoudi et Mouna Ben Mohamed : Si Naceur, le père de Kaïs
- 2017 : Lemnara d'Atef Ben Hassine

## Théâtre
- 1997 : Hobb fil Kharif d’Ezzedine Gannoun
- 2001 : Ici Tunis (Houna Tounes) de Taoufik Jebali
- 2004 :
  - Klem Ellil de Taoufik Jebali
  - Les Voleurs de Bagdad (Loussous Baghdad) de Taoufik Jebali
- 2006 : Borj Eddalou de Taoufik El Ayeb
- 2009 : G8, les monologues de Gaza, mise en scène de Taoufik El Ayeb et Zeineb Ferchichi
- 2010 : Mister Mim, one-man-show de Taoufik El Ayeb, mise en scène de Ghazi Zaghbani[6]